# Протон
Протон във физиката (от гръцки – „първи, основен“) е частица с положителен електричен заряд, равен на 1,6 • 10–19 кулона и маса 938 MeV/c2 (1,6726231 • 10–27 kg, или около 1836 пъти по-голяма маса от тази на електрона. Протонът се разглежда като стабилен (с долна граница на период на полуразпад около 1035 години), макар някои теории да предсказват възможен пълен разпад на тази частица. Протонът има плътност около 2,31 × 1017 kg/m3
Ядрото на най-разпространения изотоп на водородния атом е един протон. Ядрата на атомите са съставени от протони и неутрони, свързани заедно чрез силни ядрени взаимодействия. Броят на протоните в ядрото на атома определя химичните характеристики на атома и кой химичен елемент е това.
Протоните се класифицират като бариони и са съставени от 2 горни кварка и от един долен кварк, които се придържат от силните ядрени енергии, опосредствани чрез глуони. Протоновият антиматериен еквивалент е антипротонът.
В химията и биохимията терминът протон се отнася до водородния катион (H+). В този контекст, донорът на протони е киселина, а протонният акцептор е основа (виж водороден показател).

## История
Протонът е открит през 1918 г. от Ърнест Ръдърфорд. Той забелязва, че при изстрелване на алфа-частици в газообразен азот сцинтилационните детектори отчитат, че вследствие на това облъчване се отделя водород. Ръдърфорд решава, че единственото място, от което може да е дошъл този водород, е азотът, което ще означава, че азотът съдържа водородни ядра. Поради това той предполага, че водородното ядро, за което и преди се е знаело, че има атомен номер 1, трябва да е елементарна частица. Ръдърфорд нарича тази частица протон, от „πρώτος“ („протос“), която е гръцката дума за „първи, основен“. Отбелязва се и с
{\displaystyle p_{1}^{1}}